# غراهام إدواردز (لاعب كرة قدم)
غراهام إدواردز (بالإنجليزية: Graham Edwards)‏ هو لاعب كرة قدم بريطاني، ولد في 21 يوليو 1936 في بيركنهيد ‏ في المملكة المتحدة. لعب مع في في في فينلو.